# Olímpiada de Matemática Online em Português
A Olímpiada de Matemática Online em Português (OMOP) é uma competição de matemática que foi criada pela Comissão Nacional de Olímpiadas de Matemática da Sociedade Brasileira de Matemática (SBM) devido ao cancelamento das edições de 2020 e 2021 da Olimpíada de Matemática da Comunidade dos Países de Língua Portuguesa (OMCPLP). 
A iniciativa teve como objetivo manter os torneios internacionais de matemática para os estudantes dos países da OMCPLP.  

## Edições
| Edição | Ano  | Data                          | Entidade Organizadora | Página do evento |
| ------ | ---- | ----------------------------- | --------------------- | ---------------- |
| 1      | 2020 | 31 de Outubro e 1 de Novembro | SBM                   | OMOP 2020        |
| 2      | 2021 | 18 e 19 de Dezembro           | SBM                   | OMOP 2021        |

## Provas
A competição consta de duas provas escritas de quatro horas e meia de duração cada uma, que se realizam em dias consecutivos. Cada prova possui três problemas. 
- Provas

## Resultados dos estudantes divulgados por cada delegação
| País   | Resultados |
| ------ | ---------- |
| Brasil | Resultados |

## Notícias
1. A estudante Andrea Quintanilla Torrez encerra o ano de 2021 com mais medalhas em olimpíadas internacionais de matemática, dentre as quais, o ouro na 2ª Olimpíada Online de Matemática em Português (OMOP) [4] [5]
2. Portugal participa das duas primeiras edições da OMOP [6]